# Homalota depressiuscula
Homalota depressiuscula är en skalbaggsart som beskrevs av Mannerheim 1831. Homalota depressiuscula ingår i släktet Homalota och familjen kortvingar. Inga underarter finns listade i Catalogue of Life.